# حمحميات
الحمحميات (الاسم العلمي: Boraginales) هي رتبة من النباتات تتبع فوق رتبة الباذنجاناوايات من طائفة ثنائيات الفلقة.

## التصنيف
- الحمحمية
  - القلباوية
    - أذن الفار